# 相模原市立総合水泳場
相模原市立総合水泳場（さがみはらしりつそうごうすいえいじょう）は神奈川県相模原市中央区にある公営プール。1997年（平成9年）5月20日開館。愛称はさがみはらグリーンプール。

## 沿革
1996年度まで使用していた横山公園プールの代わりと1998年開催のかながわ・ゆめ国体の水泳会場として神奈川県園芸試験場跡地に建設。建設は相模原市。総工費154億円。
指定管理者制度に則り、相模原市体育協会が行っていたが、2006年4月から静岡ビル保善が単独で管理し、2014年4月からは静岡ビル保善が新たにコナミスポーツ＆ライフ（現・コナミスポーツ）と共同事業体を組んで管理運営を担う。
2004年9月には、第80回日本学生選手権水泳競技大会競泳競技が行われ、アテネオリンピック金メダリスト・北島康介（当時日本体育大学在学）らが出場した。
2013年には日本選手権(25m)水泳競技大会とジャパンオープン (50m)が開催。これは例年会場となっている東京辰巳国際水泳場が改修工事を行った関係である。
2019年にはFINA/CNSGダイビングワールドシリーズ開幕戦、2022年にはねんりんピック水泳交流大会が開催された。

## 施設概要

### 設備
プール
- メインプール
  - 50mプール（50m x 25m・水深通常1.2m、可動床）[1][2]
  - 飛込プール（22m×25m・水深5.0m〜0.4m、可動床）[1][2]
- その他
  - 25mプール（25m×17m・水深1.2m）[1][2]

観客席
- 50mプール
  - 左右に観覧席2043席と、1000人相当の立ち見席が設けられている[2]。
- 25mプール
  - 椅子席が56席設けられている[2]。

その他設備

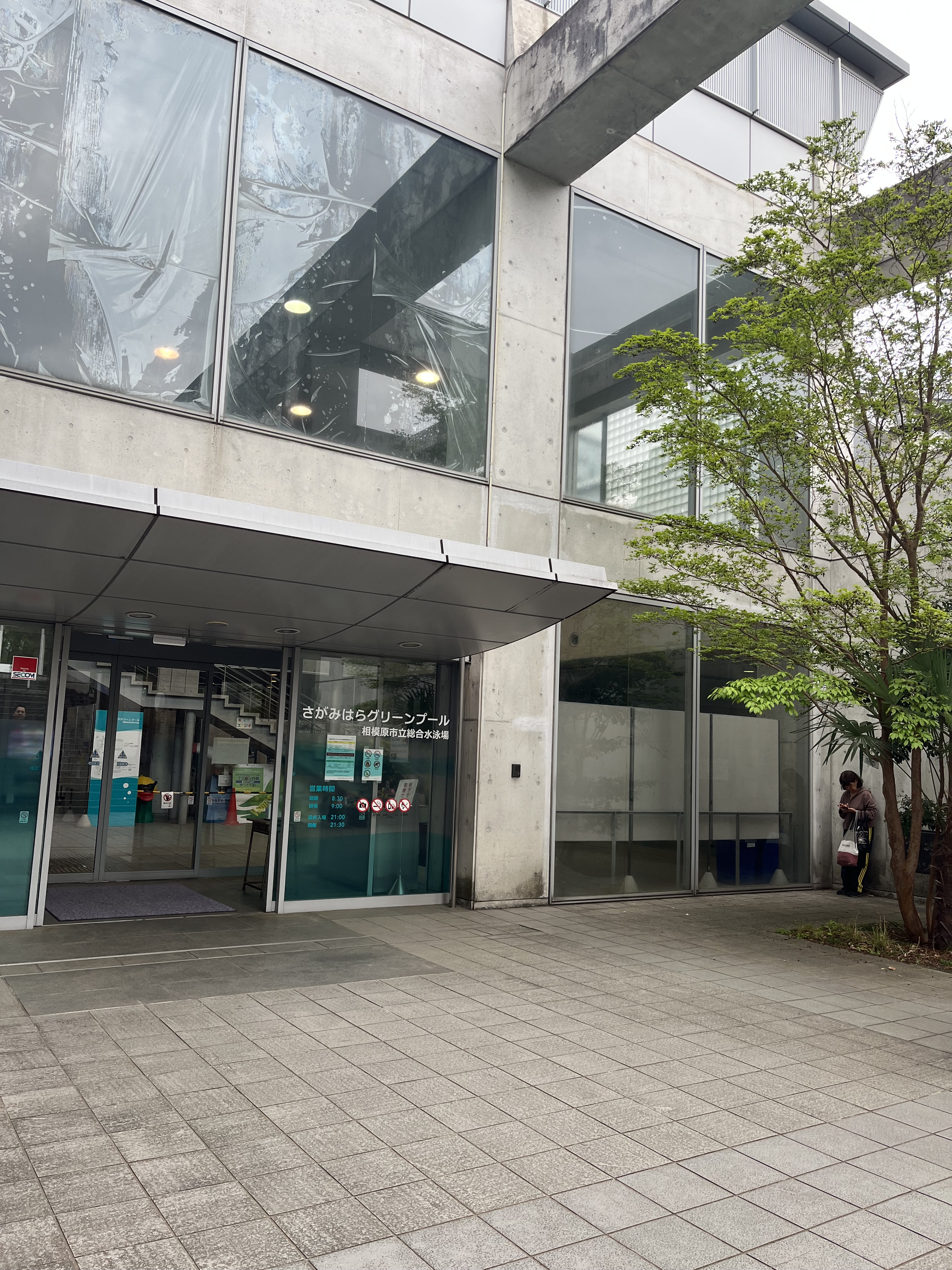
出入口近影
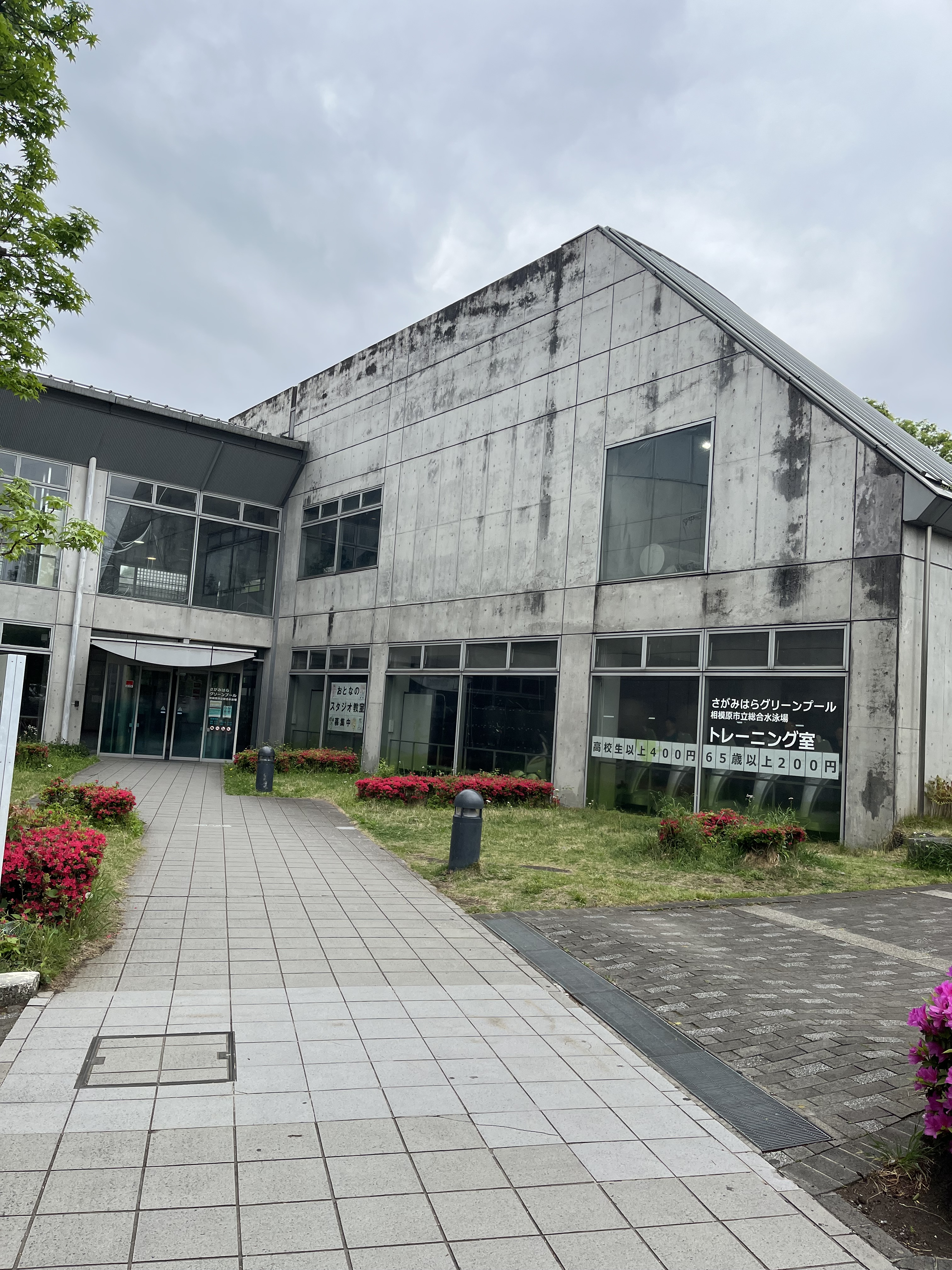
トレーニング室
- スタジオ2部屋
- 会議室（椅子45席×連結可能の2面）[2]
- ギャラリー
- ジャグジー

- 出入口近影
- トレーニング室周辺

### 利用料金
- プール超過料金は、７月20日から8月31日の期間に生じる。
- 相模原市内在住または相模原市内の小・中学校に通う小・中学生は料金が無料となる[3]。
- 未就学児（4才未満）は無料となる。

| 利用料金 | 利用料金  | 利用料金  | 利用料金  | 利用料金                | 利用料金                | 利用料金                |
| 時間     | 2時間まで | 2時間まで | 2時間まで | 延長料金（1時間につき） | 延長料金（1時間につき） | 延長料金（1時間につき） |
| 時間     | 大人      | 小人      | 高齢者    | 大人                    | 小人                    | 高齢者                  |
| -------- | --------- | --------- | --------- | ----------------------- | ----------------------- | ----------------------- |
| プール   | 700円     | 350円     | 350円     | 530円                   | 260円                   | 260円                   |

## アクセス

### 車
- 駐車場が144台分用意されている[注釈 2]。

### 公共交通機関
- JR横浜線相模原駅より神奈川中央交通バス「水郷田名」行、「グリーンプール入口」下車すぐ
- JR横浜線相模原駅より神奈川中央交通バス「上溝」行、「上溝」下車徒歩7分
- JR横浜線淵野辺駅から神奈川中央交通バス「水郷田名」行または「田名バスターミナル」行、「上溝」下車徒歩7分
- JR相模線上溝駅から徒歩7分[4]。